# Chaetocnema etiennei
Chaetocnema etiennei là một loài bọ cánh cứng trong họ Chrysomelidae. Loài này được Jolivet miêu tả khoa học năm 1979.